# Igarapé Grande (kommun)
Igarapé Grande är en kommun i Brasilien.   Den ligger i delstaten Maranhão, i den nordöstra delen av landet, 1 300 km norr om huvudstaden Brasília. Antalet invånare är 11 047.
Följande samhällen finns i Igarapé Grande:
- Poção de Pedras

Omgivningarna runt Igarapé Grande är huvudsakligen savann. Runt Igarapé Grande är det ganska tätbefolkat, med 56 invånare per kvadratkilometer.